# Bisdom Siuna
Het bisdom Siuna (Latijn: Dioecesis Siunaënsis) is een rooms-katholiek bisdom met als zetel Siuna, in Nicaragua. Het beslaat het gebied van de autonome regio Costa Caribe Norte. Het bisdom is suffragaan aan het aartsbisdom Managua. 

## Geschiedenis
Het bisdom werd opgericht op 30 november 2017, uit delen van het apostolisch vicariaat Bluefields.

## Parochies
Het bisdom had in 2022 een oppervlakte van 47.385 km2 en telde 602.360 inwoners waarvan 44,9% rooms-katholiek was.

## Bisschoppen
- David Albin Zywiec Sidor (30 november 2017 - 5 januari 2020)
- Isidoro del Carmen Mora Ortega (8 april 2021 - heden)